# Mesonemoura pseudofiligera
Mesonemoura pseudofiligera är en bäcksländeart som först beskrevs av Aubert 1967.  Mesonemoura pseudofiligera ingår i släktet Mesonemoura och familjen kryssbäcksländor. Inga underarter finns listade i Catalogue of Life.